# Pallamano ai Giochi della XXXII Olimpiade - Torneo maschile
Il torneo maschile di pallamano ai Giochi della XXXII Olimpiade si è svolto dal 24 luglio al 7 agosto 2021 presso lo Yoyogi National Gymnasium di Tokyo. Il torneo, così come tutti gli altri tornei dei Giochi della XXXII Olimpiade, si sarebbe dovuto tenere nelle stesse date nel 2020, ma, a causa della pandemia di COVID-19 che ha colpito il Giappone e il mondo intero nel 2020, i Giochi olimpici sono stati posticipati di un anno.

## Formato
Le dodici squadre partecipanti sono state divise in due gironi da sei e ciascuna squadra affronta tutte le altre, per un totale di cinque giornate. Le prime quattro classificate accedono ai quarti di finale.

## Squadre partecipanti
|                                     | Data                      | Sede                      | Posti | Qualificate        |
| ----------------------------------- | ------------------------- | ------------------------- | ----- | ------------------ |
| Paese organizzatore                 |                           |                           | 1     | Giappone           |
| Campionato mondiale 2019            | 10-27 gennaio 2019        | Danimarca & Germania      | 1     | Danimarca          |
| Giochi Panamericani 2019            | 31 luglio - 5 agosto 2019 | Perù                      | 1     | Argentina          |
| Torneo asiatico di qualificazione   | 17-27 ottobre 2019        | Qatar                     | 1     | Bahrein            |
| Campionato africano 2020            | 15-25 gennaio 2020        | Tunisia                   | 1     | Egitto             |
| Campionato europeo 2020             | 15-31 gennaio 2020        | Austria- Norvegia- Svezia | 1     | Spagna             |
| Torneo olimpico di qualificazione 1 | 12-14 marzo 2021          | Montenegro                | 2     | Norvegia Brasile   |
| Torneo olimpico di qualificazione 2 | 12-14 marzo 2021          | Francia                   | 2     | Francia Portogallo |
| Torneo olimpico di qualificazione 3 | 12-14 marzo 2021          | Germania                  | 2     | Germania Svezia    |
| Totale                              |                           |                           | 12    |                    |

## Sorteggio dei gironi
La composizione delle urne per il sorteggio dei gironi venne resa nota il 14 marzo 2021. Il sorteggio dei gironi si tenne il 1º aprile 2021 a Basilea, in Svizzera, presso la sede centrale dell'IHF.
| Urna 1    | Urna 2  | Urna 3     | Urna 4   | Urna 5 | Urna 6    |
| --------- | ------- | ---------- | -------- | ------ | --------- |
| Danimarca | Francia | Germania   | Brasile  | Spagna | Argentina |
| Norvegia  | Svezia  | Portogallo | Giappone | Egitto | Bahrein   |

## Fase a gironi

### Girone A

#### Classifica
| Pos. | Squadra   | Pt | G | V | N | P | GF  | GS  | DR  |
| ---- | --------- | -- | - | - | - | - | --- | --- | --- |
| 1.   | Francia   | 8  | 5 | 4 | 0 | 1 | 162 | 148 | +14 |
| 2.   | Spagna    | 8  | 5 | 4 | 0 | 1 | 155 | 142 | +13 |
| 3.   | Germania  | 6  | 5 | 3 | 0 | 2 | 146 | 131 | +15 |
| 4.   | Norvegia  | 6  | 5 | 3 | 0 | 2 | 136 | 132 | +4  |
| 5.   | Brasile   | 2  | 5 | 1 | 0 | 4 | 128 | 145 | -17 |
| 6.   | Argentina | 0  | 5 | 0 | 0 | 5 | 125 | 154 | -29 |

#### Risultati
| Arbitro: | Horáček, Novotný |

|           |           |           |
| Sagosen 8 | Marcatori | Langaro 5 |

| Arbitro: | Belkhiri, Hamidi |

|              |           |              |
| Richardson 7 | Marcatori | D. Simonet 8 |

| Arbitro: | Kurtagic, Wetterwik |

|            |           |                   |
| Weinhold 5 | Marcatori | Figueras, Gómez 5 |

| Arbitro: | Kurtagic, Mirza |

|          |           |                              |
| Dutra 10 | Marcatori | Guigou, Karabatić, Tournat 4 |

| Arbitro: | Horáček, Novotný |

|                        |           |                       |
| Martínez, D. Simonet 5 | Marcatori | Kastening, Schiller 7 |

| Arbitro: | Nikolov, Nachevski |

|             |           |          |
| Figueras 10 | Marcatori | Jøndal 9 |

| Arbitro: | Fonseca, Santos |

|           |           |                       |
| Sagosen 7 | Marcatori | Pizarro, D. Simonet 5 |

| Arbitro: | Hansen, Madsen |

|         |           |        |
| Silva 6 | Marcatori | Solé 5 |

| Arbitro: | Nachevski, Nikolov |

|       |           |             |
| Mem 6 | Marcatori | Kastening 7 |

| Arbitro: | Lah, Sok |

|            |           |         |
| Martínez 6 | Marcatori | Silva 7 |

| Arbitro: | Horáček, Novotný |

|          |           |                     |
| Remili 9 | Marcatori | Dujshebaev, Gómez 5 |

| Arbitro: | Brunner, Salah |

|              |           |           |
| Gensheimer 6 | Marcatori | Sagosen 7 |

| Arbitro: | Kurtagic, Wetterwik |

|         |           |           |
| Gómez 6 | Marcatori | Pizarro 5 |

| Arbitro: | Nachevski, Nikolov |

|           |           |                     |
| Sagosen 7 | Marcatori | Descat, Karabatić 5 |

| Arbitro: | Horáček, Novotný |

|                   |           |         |
| Knorr, Weinhold 6 | Marcatori | Dutra 7 |

### Girone B

#### Classifica
| Pos. | Squadra    | Pt | G | V | N | P | GF  | GS  | DR  |
| ---- | ---------- | -- | - | - | - | - | --- | --- | --- |
| 1.   | Danimarca  | 8  | 5 | 4 | 0 | 1 | 174 | 139 | +35 |
| 2.   | Egitto     | 8  | 5 | 4 | 0 | 1 | 154 | 134 | +20 |
| 3.   | Svezia     | 8  | 5 | 4 | 0 | 1 | 144 | 142 | +2  |
| 4.   | Bahrein    | 2  | 5 | 1 | 0 | 4 | 129 | 149 | -20 |
| 5.   | Portogallo | 2  | 5 | 1 | 0 | 4 | 143 | 156 | -13 |
| 6.   | Giappone   | 2  | 5 | 1 | 0 | 4 | 146 | 170 | -24 |

#### Risultati
| Arbitro: | Brunner, Salah |

|          |           |         |
| Wanne 13 | Marcatori | Ahmed 6 |

| Arbitro: | Nachevski, Nikolov |

|          |           |          |
| Ferraz 6 | Marcatori | Hesham 7 |

| Arbitro: | Schulze, Tönnies |

|                   |           |          |
| Holm, Saugstrup 9 | Marcatori | Motoki 8 |

| Arbitro: | Raluy, Sabroso |

|          |           |             |
| Hesham 6 | Marcatori | M. Hansen 9 |

| Arbitro: | Schulze, Tönnies |

|         |           |           |
| Ahmed 8 | Marcatori | Portela 6 |

| Arbitro: | Lah, Sok |

|          |           |         |
| Motoki 6 | Marcatori | Wanne 8 |

| Arbitro: | Horáček, Novotný |

|             |           |               |
| J. Hansen 6 | Marcatori | 4 giocatori 3 |

| Arbitro: | Raluy, Sabroso |

|          |           |                             |
| Ekberg 9 | Marcatori | Borges, A. Gomes, Martins 4 |

| Arbitro: | Schulze, Tönnies |

|          |           |            |
| Tokuda 8 | Marcatori | El-Ahmar 8 |

| Arbitro: | Raluy, Sabroso |

|                    |           |          |
| Al-Sayyad, Ahmed 7 | Marcatori | Motoki 7 |

| Arbitro: | C. Bonaventura, J. Bonaventura |

|          |           |         |
| Pellas 7 | Marcatori | Sanad 6 |

| Arbitro: | Nachevski, Nikolov |

|              |           |             |
| Branquinho 4 | Marcatori | M. Hansen 9 |

| Arbitro: | Brunner, Salah |

|               |           |             |
| 4 giocatori 4 | Marcatori | R. Tokuda 6 |

| Arbitro: | Raluy, Sabroso |

|            |           |         |
| El-Ahmar 5 | Marcatori | Ahmed 4 |

| Arbitro: | Schulze, Tönnies |

|                     |           |                        |
| Gidsel, J. Hansen 5 | Marcatori | Carlsbogard, Sandell 6 |

## Fase finale

### Tabellone
|  | Quarti        | Quarti    |         |        | Semifinale | Semifinale |  |  | Finale | Finale |
|  |               |           |         |        |            |            |  |  |        |        |
|  |               |           |         |        |            |            |  |  |        |        |
|  |               |           |         |        |            |            |  |  |        |        |
|  | 1A. Francia   | 42        |         |        |            |            |  |  |        |        |
|  | 1A. Francia   | 42        |         |        |            |            |  |  |        |        |
|  | 4B. Bahrein   | 28        |         |        |            |            |  |  |        |        |
|  | 4B. Bahrein   | 28        | Francia | 27     |            |            |  |  |        |        |
|  |               |           | Francia | 27     |            |            |  |  |        |        |
|  |               | Egitto    | 23      |        |            |            |  |  |        |        |
|  | 3A. Germania  | Egitto    | 23      | 26     |            |            |  |  |        |        |
|  | 3A. Germania  |           |         | 26     |            |            |  |  |        |        |
|  | 2B. Egitto    | 31        |         |        |            |            |  |  |        |        |
|  | 2B. Egitto    | 31        | Francia | 25     |            |            |  |  |        |        |
|  |               |           | Francia | 25     |            |            |  |  |        |        |
|  |               | Danimarca | 23      |        |            |            |  |  |        |        |
|  | 3B. Svezia    | Danimarca | 23      | 33     |            |            |  |  |        |        |
|  | 3B. Svezia    |           |         | 33     |            |            |  |  |        |        |
|  | 2A. Spagna    | 34        |         |        |            |            |  |  |        |        |
|  | 2A. Spagna    | 34        | Spagna  | 23     | 3º posto   | 3º posto   |  |  |        |        |
|  |               |           | Spagna  | 23     | 3º posto   | 3º posto   |  |  |        |        |
|  |               | Danimarca | 27      |        |            |            |  |  |        |        |
|  | 1B. Danimarca | Danimarca | 27      | 31     | Egitto     | 31         |  |  |        |        |
|  | 1B. Danimarca |           |         | 31     | Egitto     | 31         |  |  |        |        |
|  | 4A. Norvegia  | 25        |         | Spagna | 33         |            |  |  |        |        |
|  | 4A. Norvegia  | 25        |         |        | 33         |            |  |  |        |        |
|  |               |           |         |        |            |            |  |  |        |        |
|  |               |           |         |        |            |            |  |  |        |        |

### Quarti di finale
| Arbitro: | Lah, Sok |

|        |           |             |
| Mahé 9 | Marcatori | Al-Sayyad 5 |

| Arbitro: | Schulze, Tönnies |

|          |           |         |
| Wanne 10 | Marcatori | Gómez 8 |

| Arbitro: | C. Bonaventura, J. Bonaventura |

|                   |           |           |
| Holm, M. Hansen 8 | Marcatori | Sagosen 8 |

| Arbitro: | Nikolov, Nachevski |

|               |           |              |
| Golla, Kühn 6 | Marcatori | Omar, Zein 5 |

### Semifinali
| Arbitro: | Raluy, Sabroso |

|               |           |                 |
| Descat, Mem 5 | Marcatori | l-Ahmar, Omar 5 |

| Arbitro: | Brunner, Salah |

|                        |           |              |
| Dujshebaev, Figueras 5 | Marcatori | M. Hansen 12 |

### Finale 3º posto
| Arbitro: | Schulze, Tönnies |

|                    |           |         |
| El-Ahmar, Shebib 7 | Marcatori | Gómez 8 |

### Finale
| Arbitro: | Nikolov, Nachevski |

|          |           |             |
| Remili 5 | Marcatori | M. Hansen 9 |

## Classifica finale
| Pos | Squadre    |
| --- | ---------- |
|     | Francia    |
|     | Danimarca  |
|     | Spagna     |
| 4   | Egitto     |
| 5   | Svezia     |
| 6   | Germania   |
| 7   | Norvegia   |
| 8   | Bahrein    |
| 9   | Portogallo |
| 10  | Brasile    |
| 11  | Giappone   |
| 12  | Argentina  |